# Juan José Tramutola
Juan José Tramutola (21. října 1902 — 30. listopadu 1968) byl argentinský fotbalový trenér. Jako technický ředitel vedl argentinskou reprezentaci k vítězství na domácím Mistrovství Jižní Ameriky ve fotbale 1929 a ke stříbrné medaili na Mistrovství světa ve fotbale 1930 v Uruguayi.
Spolu s Franciscem Olazarem působili jako dva trenéři argentinského týmu. Tramutolův oficiální titul byl "technický ředitel". Tím se mu dostalo šance stát se nejmladším trenérem na Mistrovství světa ve fotbale, bylo mu pouhých 27 let a 267 dní, když Argentina hrála první zápas proti Francii.
Tramutola byl od ledna do července 1938 trenérem CA Boca Juniors a dovedl tým k pátému místu v Primera División. V roce 1948 trénoval Ferro Carril Oeste, který hrál tehdy ve druhé divizi. Byl také trenérem klubu Vélez Sársfield.